# Tajnica
Tajnica  (divlja riža; lat. Leersia), kozmopolitski rod puzećih trajnica iz porodice trava, dio podtribusa Oryzinae. Pripada mu 18 vrsta rasprostranjenih po svim kontinentima. U Hrvatskoj je prisutna rižasta tajnica, L. oryzoides

## Vrste
1. Leersia angustifolia Munro ex Prodoehl
2. Leersia denudata Launert
3. Leersia drepanothrix Stapf
4. Leersia friesii Melderis
5. Leersia hexandra Sw.
6. Leersia japonica (Honda) Makino
7. Leersia lenticularis Michx.
8. Leersia ligularis Trin.
9. Leersia monandra Sw.
10. Leersia nematostachya Launert
11. Leersia oncothrix C.E.Hubb.
12. Leersia oryzoides (L.) Sw.
13. Leersia perrieri (A.Camus) Launert
14. Leersia sayanuka Ohwi
15. Leersia stipitata Bor
16. Leersia tisserantii (A.Chev.) Launert
17. Leersia triandra C.E.Hubb.
18. Leersia virginica Willd.